# Frans Andries Durlet
Frans-Andries ook François André of Franciscus Andreas Durlet (Antwerpen, 11 juli 1816 – Antwerpen, 2 maart 1867) was een Belgisch architect en beeldhouwer.
Durlet gaf les aan de Antwerpse Academie en stond mee aan de basis van de restauratie van Het Steen. Hij was de stichter en eerste conservator van het Steen-museum. De Nederlandse architect Pierre Cuypers en de Belgische kunstschilder Charles Int Panis waren studenten van hem. Tot aan zijn overlijden in 1867 was hij "leraar der bouwkunde en der tekening toegepast op kunst en nijverheid" aan de Antwerpse academie.
Voor de Onze-Lieve-Vrouwekathedraal in Antwerpen, waar de Durletstraat naar hem is genoemd, ontwierp hij o.m. het neogotische koorgestoelte en de nieuwe portalen voor de dwarsbeuken. Hij was in België een van de belangrijkste initiatiefnemers van de neogotische kunst.
Durlet was gehuwd met Jeanne Steveniers (1826–1900). Zijn zoon Frans (1855–1931) was ook architect, en zijn kleinzoon Emmanuel Durlet werd een bekend pianist en componist.

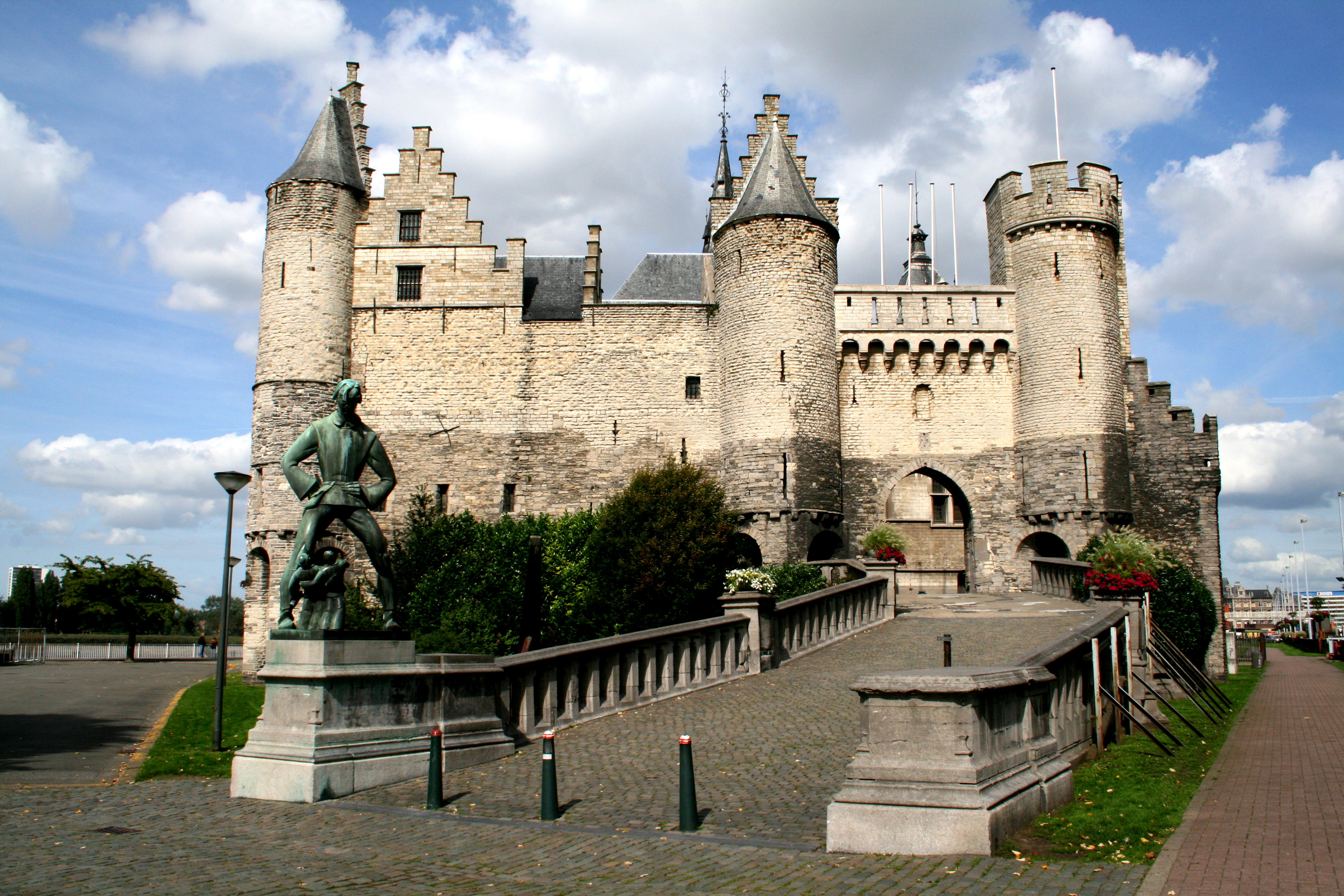
Het Steen te Antwerpen
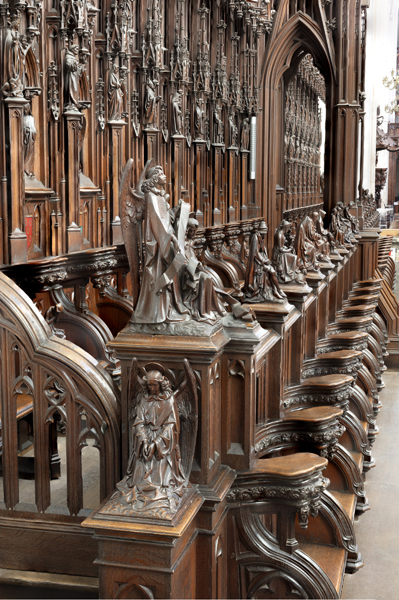
Koor, Onze-Lieve-Vrouwekathedraal (Antwerpen)
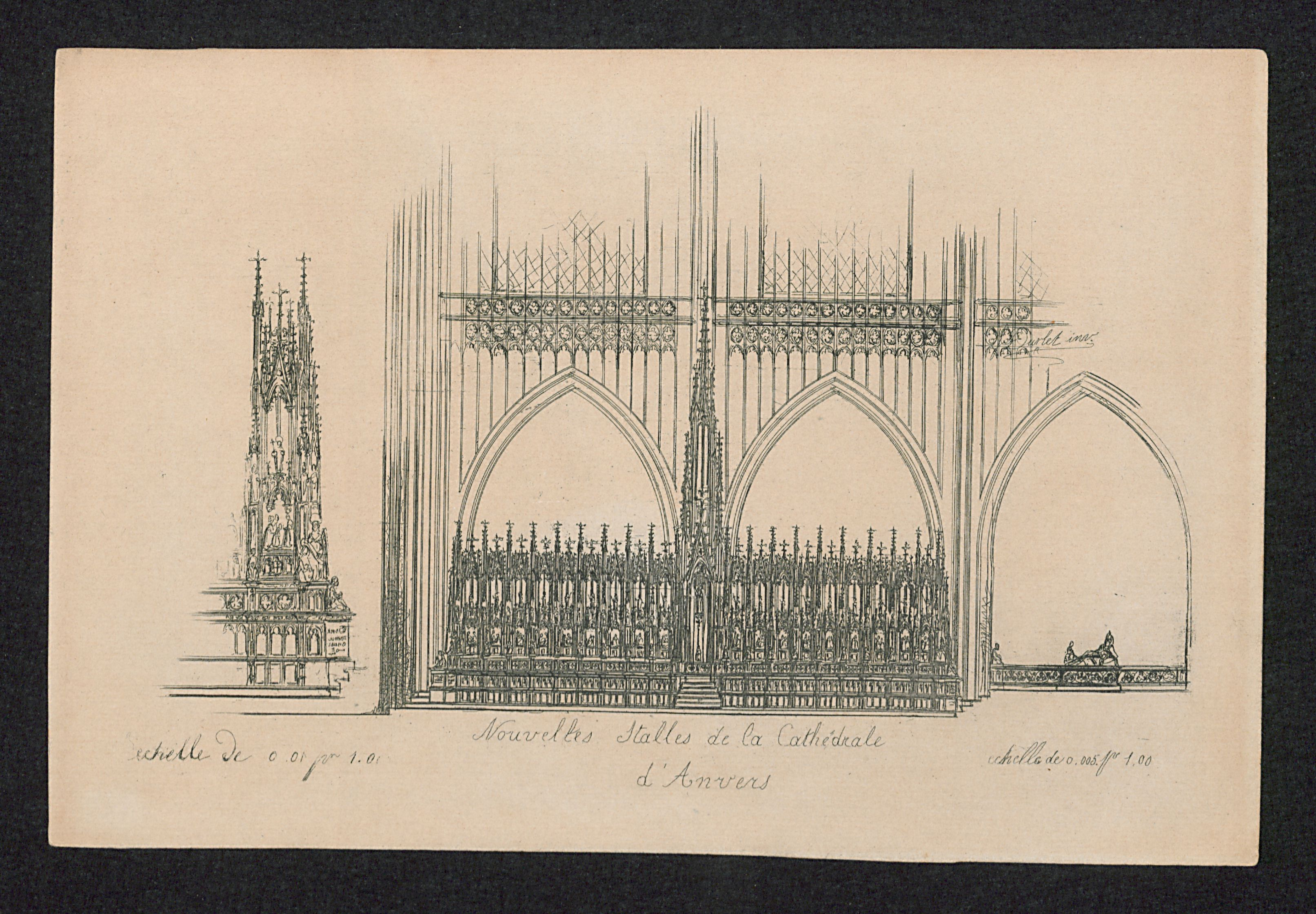
Ontwerp, Onze-Lieve-Vrouwekathedraal (Antwerpen)

- Gemeinsame Normdatei: 1299329519
- RKD-Nederlands Instituut voor Kunstgeschiedenis: 25051
- Union List of Artist Names: 500585291
- Virtual International Authority File: 4070167202600567930000